# Грегори Кергвентский

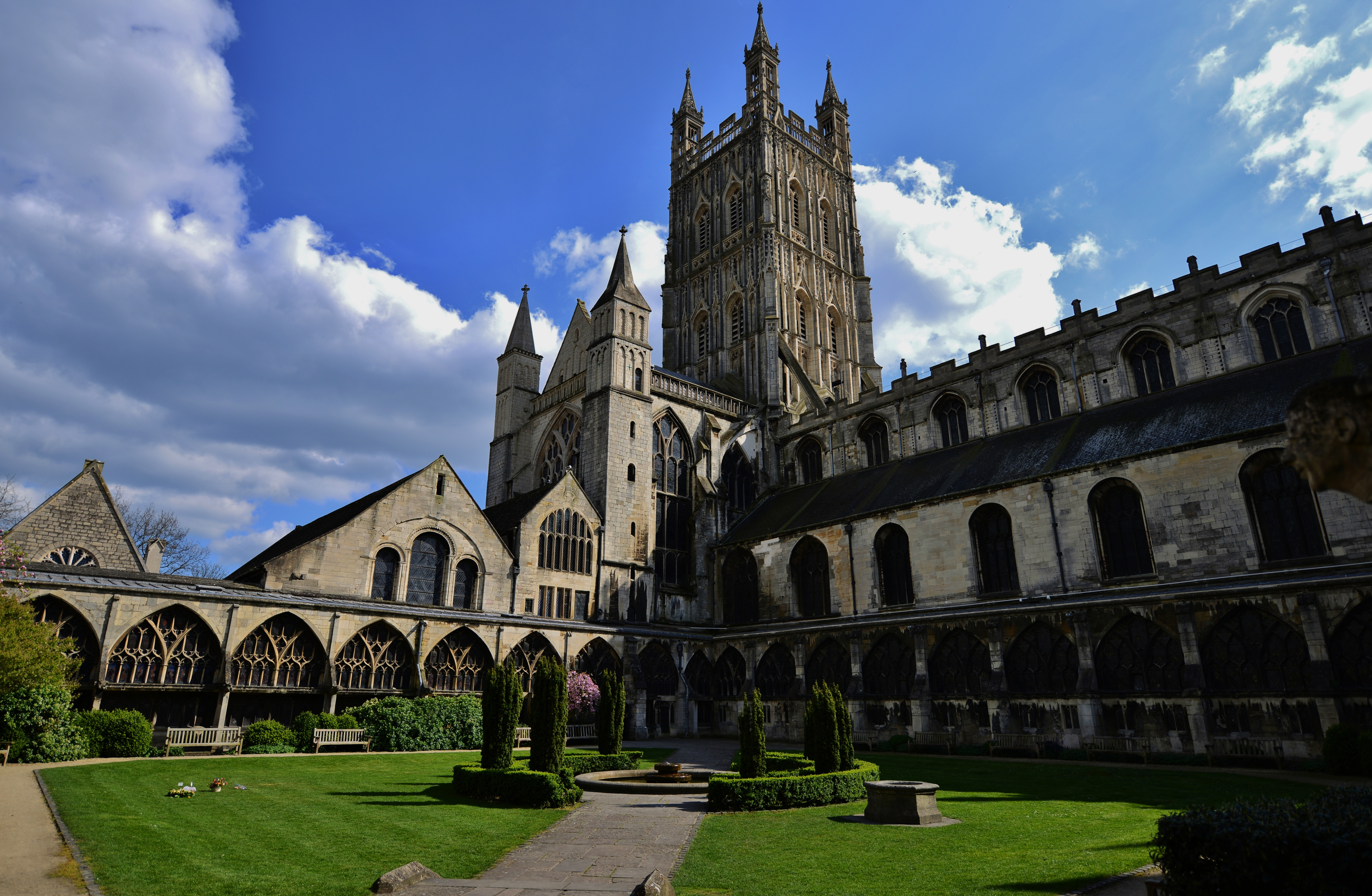
Кафедральный собор Св. Петра в Глостере, XI—XIV вв.

Грегори Кергвентский, или Грегори Уинчестерский, он же Грегори Глостерский (англ. Gregory of Caergwent, Gregory of Winchester, лат. Gregorius Caerguentus, Gregorius de Wintonia, Gregorius Glocestriensis; род. до 1237 — ум. между 1290 и 1299) — английский хронист и агиограф, монах-бенедиктинец из аббатства Св. Петра в Глостере, Глостершир, автор местных монастырских анналов.

## Биография
Прозвище его связано с древним бриттским топонимом Каир Гвент (Caergwent, т. е. «Белый город»), зафиксированным в «Истории бриттов» Ненния (IX в.), который исследователи увязывают или с Кервентом (валл. Caerwent, Kayrwent) в Уэльсе, или с Уинчестером в Гэмпшире. По-видимому, он являлся уроженцем одного из этих городов, или же их окрестностей, и на основании того, что известный антикварий эпохи Тюдоров Джон Лиланд называл его в своём труде «Collectanea» (1533—1536) именем Gregorius Vinantodunensis, предпочтение отдаётся второму.
В Глостерском аббатстве Св. Петра бенедиктинского устава он постригся, по его собственным словам, 29 октября 1237 года, прожив там, в общей сложности, примерно шестьдесят лет. Не установлено, какие он занимал должности, хотя под 1279 годом в документах фигурирует некий Грегори Кергвентский — декан Арок, т. е. председатель суда архиепископа Кентерберийского, в Глостере. Отождествить его с хронистом не позволяет тот факт, что в том же году жилые дома в Тетбери в Глостершире и в Блокли в Вустершире, где он занимал должность ректора, упоминаются в качестве выморочного имущества, оставшегося после его смерти, наступившей, по некоторым данным, в Риме.
В других документах фигурируют возможные родственники Грегори, в частности, Филипп де Кергвент, занимавший в 1284 году в Глостере должность приора, а также Ричард де Кергвент, заведовавший там в 1275 и 1284 годах лазаретом. Судя по всему, он был жив ещё в 1291 году, но точная дата смерти неизвестна.

## Сочинения
Автор анналов Глостерского аббатства Св. Петра, составленных в годы настоятельства Джона Геймиджса (1284—1306) на основе многих монастырских документов и охватывавших события с 681 по 1291-й, или с 682 по 1290 год, но сохранившихся лишь в эпитоме, сделанной младшим современником Лиланда лексикографом и картографом Лоренсом Ноуэллом (ум. 1570), которая дошла до нас в рукописи из собрания Коттона Британской библиотеки (MS Vesp. A. v.).
Хотя сохранившийся компилятивный текст анналов почти полностью состоит из некрологов и кратких заметок о событиях, касающихся исключительно самой обители Св. Петра или города Глостера, даже начальные его главы содержат оригинальные сведения, которые отсутствуют в «Истории Глостерского аббатства Св. Петра» (лат. Historia S. Petri Gloucestriae), изданной в 1863—1867 годах Уильямом Генри Хартом в академической Rolls Series. По словам немецкого филолога Иоганна Альберта Фабрициуса, одна из глав, к примеру, посвящена высылке в 1290 году королём Эдуардом I Длинноногим из Англии всех евреев, приглашённых туда в своё время Вильгельмом Завоевателем. Освещают анналы и отдельные факты истории Уэльса.
Считается, что анналы Грегори Кергвентского послужили источником для хроники, точнее регистра Глостерского монастыря, составленного в 1393 году аббатом Уолтером Фростером (1382—1412) и заключающего в себе документы обители начиная с настоятельства Генри Фолиота (1228—1243), который сохранился в трёх рукописях XV века, лучшей из которых признаётся MS 34 из библиотеки Глостерского собора.
Ему приписывалось также рифмованное житие Св. Хью Линкольнского (англ. Metrical Life of St. Hugh of Lincoln), сохранившееся в двух рукописях: MS Reg. 13 A. iv из Британской библиотеки и MS Laud. 515 из Бодлианской библиотеки Оксфордского университета. Это маловероятно, так как написано оно, по-видимому, ранее 1235 года, но полностью не исключено, так как в первом манускрипте из названных, содержащем текст более поздней редакции, автором действительно назван некий Грегори, посвятивший её епископу Уинчестера.